# Nationell samordnare
Nationell samordnare är ett ansvar som sakkunninga kan tilldelas av Sveriges regering. Även olika föreningar kan utse nationella samordnare för olika intresseområden.

## Regeringens nationella samordnare
Syftet med regeringens nationella samordnare kan vara att samordnaren exempelvis inom den kommunala världen ska försöka att genomföra regeringens intentioner även kommunalt.
Regeringen ser samordnaren som ett sätt att få fram ett nytänkande, en nytändning av frågan och det är ett spektakulärt sätt att få uppmärksamhet för en fråga. Under Allians-regeringen 2006-2014 utsågs 32 nationella samordnare.

### Regeringens nationella samordnare (aktuella och äldre, i urval)
- Nationell samordnare för arbetet med utsatta EES-medborgare som vistas tillfälligt i Sverige
- Nationell samordnare för den sociala barn- och ungdomsvården
- Nationell samordnare för att värna demokratin mot våldsbejakande extremism
- Nationell samordnare för hemsjukvården
- Nationell samordnare mot idrottsrelaterat våld
- Nationell samordnare i frågor som rör islam och islamism,
- Nationell narkotikasamordnare
- Nationell samordnare mot våld i nära relationer
- Nationell samordnare för ökat resursutnyttjande inom hälso- och sjukvård
- Nationell samordnare för varslade
- Nationell äldresamordnare

## Föreningars nationella samordnare
Syftet med en förenings Nationella samordnare kan vara att samordnaren ska stötta inom föreningens område aktiva befattningshavare, enheter, kommuner och andra organisationer för att ge bakgrund, idéer och inspiration om ett specifikt intresseområde. Möjligen är en förenings Nationella samordnare mer påminnande om en lobbyist.
Ett exempel på föreningars nationella samordnare/samordnande är att Sveriges matematiklärarförening arbetar som nationell samordnare för att stötta lärare, skolor, kommuner och andra organisationer för att ge bakgrund, idéer och inspiration för firandet av Matematikens dag / Pi-dagen (π-dagen).